# Team Sunweb (Frauenradsport)/Saison 2020
Dieser Artikel listet den Kader und die Siege des UCI Women’s WorldTeams Sunweb in der Straßenradsport-Saison 2020.

## Kader
| Teamkader 2020     | Teamkader 2020     | Teamkader 2020         | Teamkader 2020                        |
| Name               | Geburtsdatum       | Land                   | Vorheriges Team                       |
| ------------------ | ------------------ | ---------------------- | ------------------------------------- |
| Susanne Andersen   | 23. Juli 1998      | Norwegen               | Hitec Products-Birk Sport (2018)      |
| Pfeiffer Georgi    | 27. September 2000 | Vereinigtes Königreich | Jadan Weldtite (2018)                 |
| Anna Henderson     | 14. November 1998  | Vereinigtes Königreich | Brother UK-Tifosi-Onform (2019)       |
| Alison Jackson     | 14. Dezember 1988  | Kanada                 | Tibco-Silicon Valley Bank (2019)      |
| Leah Kirchmann     | 30. Juni 1990      | Kanada                 | Optum-Kelly Benefit Strategies (2015) |
| Franziska Koch     | 13. Juli 2000      | Deutschland            | Watersley International (2019)        |
| Juliette Labous    | 4. November 1998   | Frankreich             | VC Morteau Montbenoit (2016)          |
| Liane Lippert      | 13. Januar 1998    | Deutschland            |                                       |
| Floortje Mackaij   | 18. Oktober 1995   | Niederlande            |                                       |
| Pernille Mathiesen | 5. Oktober 1997    | Dänemark               | Virtu Cycling Women (2017)            |
| Wilma Olausson     | 9. April 2001      | Schweden               |                                       |
| Coryn Rivera       | 26. August 1992    | Vereinigte Staaten     | UnitedHealthcare Women's Team (2016)  |
| Julia Soek         | 12. Dezember 1990  | Niederlande            | Sengers (2013)                        |
|                    |                    |                        |                                       |
| Quelle: UCI        |                    |                        |                                       |

## Siege
| Siege    | Siege                                                     | Siege      | Siege  | Siege           | Siege |
| Datum    | Rennen                                                    | Staat      | Klasse | Siegerin        |       |
| -------- | --------------------------------------------------------- | ---------- | ------ | --------------- | ----- |
| 1. Feb.  | Cadel Evans Great Ocean Road Race                         | Australien | 1.WWT  | Liane Lippert   |       |
| 21. Aug. | Französische Meisterschaften, Einzelzeitfahren der Frauen | Frankreich | CN     | Juliette Labous |       |
| 31. Aug. | Grote Prijs Eco-Struct                                    | Belgien    | 1.2    | Lorena Wiebes   |       |